# Kromme Rijn

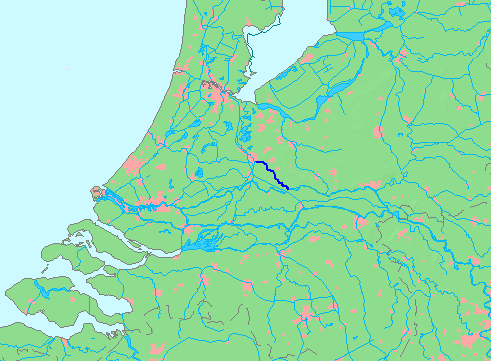
Lage des Kromme Rijn

Der Kromme Rijn (deutsch Krummer Rhein) ist der Abschnitt des ursprünglichen Rheins, der bei Wijk bij Duurstede als Abzweigung vom heute Nederrijn (Niederrhein) genannten Rhein beginnt und in  vielen Kurven bis Utrecht verläuft. Ab dort bis Harmelen heißt er Leidse Rijn, und der Rest bis zur ursprünglichen Rheinmündung bei Katwijk in die Nordsee  heißt Oude Rijn. Im Kromme Rijn fließt nur noch wenig Wasser. Das meiste Wasser des Nederrijn fließt als Lek südwestlich zum Rhein-Maas-Delta. Das Wasser des Kromme Rijn fließt ab Utrecht in der (Utrechtse) Vecht (nicht zu verwechseln mit der Overijsselse Vecht) nach Norden zum IJsselmeer. Die alten Rhein-Abschnitte bis nach Katwijk sind Stillgewässer geworden.